# Crise non-épileptique psychogène
 (juin 2023).
 (juin 2023).
La mise en forme du texte ne suit pas les recommandations de Wikipédia : il faut le « wikifier ».
Les points d'amélioration suivants sont les cas les plus fréquents. Le détail des points à revoir est peut-être précisé sur la page de discussion.
- Les titres sont pré-formatés par le logiciel. Ils ne sont ni en capitales, ni en gras.
- Le texte ne doit pas être écrit en capitales (les noms de famille non plus), ni en gras, ni en italique, ni en « petit »…
- Le gras n'est utilisé que pour surligner le titre de l'article dans l'introduction, une seule fois.
- L'italique est rarement utilisé : mots en langue étrangère, titres d'œuvres, noms de bateaux, etc.
- Les citations ne sont pas en italique mais en corps de texte normal. Elles sont entourées par des guillemets français : « et ».
- Les listes à puces sont à éviter, des paragraphes rédigés étant largement préférés. Les tableaux sont à réserver à la présentation de données structurées (résultats, etc.).
- Les appels de note de bas de page (petits chiffres en exposant, introduits par l'outil «  Source ») sont à placer entre la fin de phrase et le point final[comme ça].
- Les liens internes (vers d'autres articles de Wikipédia) sont à choisir avec parcimonie. Créez des liens vers des articles approfondissant le sujet. Les termes génériques sans rapport avec le sujet sont à éviter, ainsi que les répétitions de liens vers un même terme.
- Les liens externes sont à placer uniquement dans une section « Liens externes », à la fin de l'article. Ces liens sont à choisir avec parcimonie suivant les règles définies. Si un lien sert de source à l'article, son insertion dans le texte est à faire par les notes de bas de page.
- La présentation des références doit suivre les conventions bibliographiques. Il est recommandé d'utiliser les modèles {{Ouvrage}}, {{Chapitre}}, {{Article}}, {{Lien web}} et/ou {{Bibliographie}}. Le mode d'édition visuel peut mettre en forme automatiquement les références.
- Insérer une infobox (cadre d'informations à droite) n'est pas obligatoire pour parachever la mise en page.

Pour une aide détaillée, merci de consulter Aide:Wikification.
Si vous pensez que ces points ont été résolus, vous pouvez retirer ce bandeau et améliorer la mise en forme d'un autre article.
Les crises non-épileptiques psychogènes (CNEP ou crises non épileptiques ou NEAD, acronyme de nonepileptic attack disorder ou PNES , acronyme de psychogenic nonepileptic seizures pour les anglophones) sont des événements ressemblant à des crises d'épilepsie, mais sans les décharges électriques caractéristiques associées à l'épilepsie, et sans les amnésies et la perte de conscience typiques de l'épilepsie. 
Les CNEP entrent dans la catégorie des troubles connus sous le nom de troubles neurologiques fonctionnels, également appelés troubles de conversion. Un terme plus récent pour décrire ces événements est celui de crise dissociative non-épileptiques. Elles sont généralement traitées par des psychologues ou des psychiatres. Les CNEP étaient auparavant appelées pseudocrises, crises psychogènes et crises hystériques, mais ces termes sont tombés en désuétude.

## Fréquence
Le nombre de personnes atteintes de CNEP varie de 2 à 33 pour 100 000. Les CNEP sont plus fréquentes chez les jeunes adultes, en particulier les femmes. On estime que la prévalence des CNEP est de 5 à 20 % parmi les patients des cliniques d'épilepsie ; 75 à 80 % de ces diagnostics concernent des femmes et 83 % des personnes âgées de 15 à 35 ans.

### Enfants
Les CNEP sont observées chez les enfants après l'âge de huit ans et surviennent autant chez les garçons que chez les filles avant la puberté. Les principes de diagnostic et de traitement sont similaires à ceux des adultes, sauf que chez les enfants, le diagnostic différentiel des crises est plus large, de sorte que d'autres diagnostics possibles spécifiques aux enfants peuvent être envisagés.

## Signes et symptômes
Les personnes atteintes de crises non-épileptiques psychogènes (CNEP) présentent des crises qui ressemblent à l'épilepsie et la plupart ont reçu un diagnostic d'épilepsie et un traitement,,,. Les épisodes de CNEP sont parfois presque impossibles à distinguer des crises d'épilepsie en raison notamment de certaines de ses comorbidités médicales et psychiatriques les plus communes. 
Les principales différences entre un épisode de CNEP et une crise d'épilepsie sont que : 
- la durée de la CNEP est plus longue que celle d'une épilepsie qui dure généralement de 30 à 120 secondes selon le type, tandis que les épisodes CNEP durent de deux à cinq minutes)[12] ;
- malgré la nature généralisée apparente de la PNES, les patient(e)s conservent la conscience tout au long de celles-ci ;
- le patient résiste généralement à une tentative de lui ouvrir les yeux, ce qui n'est pas le cas avec l'épilepsie ;
- en cas de PNES, on observe un développement plus lent des mouvements des membres (sans période tonique antérieure) ;
- l'individu n'a pas le contrôle de la réaction apprise, il ne s'agit pas d'une simulation (remarque : des symptômes qui sont feints ou truqués volontairement relèveraient des catégories de trouble pathomimique ou de simulation)[13].

## Causes et mécanismes
Les causes précises des crises non-épileptiques psychogènes (CNEP) ne sont pas encore été établies, de même que leurs mécanismes.
Une hypothèse est qu'il s'agit d'une réaction physique apprise ou d'une habitude que le corps développe, semblable à un réflexe ; cette réaction peut cependant être reprogrammée pour permettre au patient de contrôler à nouveau les mouvements physiques. La production de symptômes semblables à des crises n'est pas sous contrôle volontaire, ce qui signifie que la personne ne fait pas semblant, ;

## Facteurs de risque
Ces facteurs comprennent les antécédents de traumatisme crânien et un diagnostic d'épilepsie. Environ 10 à 30 % des personnes diagnostiquées avec les CNEP ont également un diagnostic d'épilepsie. 
Les personnes diagnostiquées avec des CNEP signalent généralement avoir antérieurement vécu un traumatisme physique et/ou sexuel ou un choc émotionnel, mais la fréquence du rapport de ces évènements par les patients ne diffèrent pas entre les CNEP et l'épilepsie.

## Diagnostic
Selon le Manuel diagnostique et statistique des troubles mentaux (version 5), les critères pour recevoir un diagnostic de crises non-épileptiques psychogènes (CNEP) sont :
1. un ou plusieurs symptômes d'altération de la fonction motrice ou sensorielle volontaire ;
2. les résultats cliniques fournissent des preuves d'incompatibilité entre le symptôme et d'autres conditions neurologiques ou médicales reconnues ;
3. le symptôme ou le déficit n'est pas mieux expliqué par un autre trouble médical ou mental ;
4. le symptôme ou le déficit provoque une détresse cliniquement significative ou une altération du fonctionnement social, professionnel ou d'autres domaines importants ou justifie une évaluation médicale.

De plus, le type de symptôme spécifique doit être signalé « avec crises ou convulsions ».
Certaines personnes atteintes de CNEP reçoivent un diagnostic erroné d'épilepsie. En moyenne, il faut sept ans pour recevoir un diagnostic correct. 
Le diagnostic différentiel des CNEP implique d'abord d'exclure l'épilepsie comme cause des épisodes convulsifs, ainsi que d'autres causes organiques de crises non épileptiques, notamment la syncope, la migraine, les vertiges, l'anoxie, l'hypoglycémie et l'accident vasculaire cérébral. Cependant, 5 à 20 % des personnes atteintes de CNEP souffrent également d'épilepsie. Les crises du lobe frontal peuvent être confondues avec des CNEP, bien qu'elles aient tendance à avoir une durée plus courte, des schémas de mouvements stéréotypés et à se produire pendant le sommeil. Ensuite, une exclusion du trouble factice (un trouble des symptômes somatiques subconscients, où les crises sont causées par des raisons psychologiques) et de la simulation (simulation intentionnelle de crises pour un gain personnel conscient — comme une compensation monétaire ou l'évitement de sanctions pénales — est effectuée. Enfin, d'autres troubles psychiatriques qui peuvent ressembler superficiellement à des crises sont éliminés, notamment le trouble panique, la schizophrénie et le trouble de dépersonnalisation.
Le test le plus définitif pour distinguer l'épilepsie des CNEP est la surveillance vidéo-EEG à long terme, dans le but de capturer un ou deux épisodes à la fois sur l'enregistrement vidéo et l'EEG simultanément (certains cliniciens peuvent utiliser la suggestion pour tenter de déclencher un épisode). Des critères cliniques supplémentaires sont généralement pris en compte en plus de la surveillance vidéo-EEG lors du diagnostic des CNEP. En enregistrant simultanément l'événement en question sur vidéo et un EEG, un diagnostic définitif peut généralement être obtenu.
Les tests de laboratoire peuvent détecter une augmentation des taux sanguins de prolactine sérique si les échantillons sont prélevés dans la bonne fenêtre de temps après la plupart des crises d'épilepsie partielles tonico-cloniques ou complexes. Cependant, en raison des faux positifs et de la variabilité des résultats, ce test est utilisé moins fréquemment.
Une évaluation (2015) de la perception et du degré de connaissances des CNEP a été faite auprès de 963 psychiatres et internes de psychiatrie travaillant en France : 75% d'entre eux disent n'avoir jamais eu de formation sur les CNEP, et 42 % pensent n'avoir jamais eu de patients concernés par des CNEP (généralement considérés par les psychiatres comme une « maladie chronique, avec un retentissement important sur la qualité de vie. Ils admettent une compréhension limitée de cette pathologie même s’ils ont conscience de l’importance des traumatismes psychiques dans la survenue des CNEP. La terminologie et la classification de ces troubles sont peu connues des psychiatres et les liens avec la personnalité histrionique sont massivement surévalués. Le fait d’avoir bénéficié d’une formation sur les CNEP permet une nette amélioration du niveau de connaissances et une adaptation des perceptions ». Selon cette étude, les CNEP restent « assez méconnues par les psychiatres français et certaines de leurs perceptions sont particulièrement erronées. Une formation spécifique semble indispensable pour une meilleure compréhension des CNEP ». D'autres études avaient aussi montré des attitudes différentes des psychiatres et neurologues quant aux troubles convulsifs, ce qui peut être source de problèmes de communication et de traitement quand des patients sont orientés d'une spécialité à l'autre,,.

### Caractéristiques distinctives
Certaines caractéristiques sont plus ou moins susceptibles de pointer vers des CNEP (crises non-épileptiques psychogènes), mais elles ne sont pas concluantes et doivent être prises en compte dans la totalité de l'examen clinique. Les caractéristiques qui sont courantes dans les CNEP mais plus rares dans l'épilepsie comprennent : se mordre le bout de la langue, convulsions durant plus de deux minutes (facteur le plus facile à distinguer), convulsions d'apparition progressive, évolution fluctuante de la gravité de la maladie, yeux fermés pendant une crise d'épilepsie et des mouvements de la tête d'un côté à l'autre. Les caractéristiques qui sont rares dans les CNEP comprennent les automatismes (mouvements complexes automatiques pendant la crise), les morsures sévères de la langue, les morsures à l'intérieur de la bouche et l'incontinence.
Si une personne suspectée de CNEP a un épisode lors d'un examen clinique, un certain nombre de signes peuvent être mis en évidence pour aider à étayer ou réfuter le diagnostic de CNEP. Par rapport aux personnes atteintes d'épilepsie, les personnes atteintes de CNEP auront tendance à résister à l'ouverture forcée des yeux (s'ils sont fermés pendant la crise), empêcheront leurs mains de se frapper le visage si la main tombe sur la tête et fixeront leurs yeux d'une manière suggérant une absence d'interférence neurologique.

## Traitement
La compréhension du nouveau diagnostic par le patient est cruciale pour son traitement, qui nécessite sa participation active. Il existe un certain nombre d'étapes recommandées pour expliquer aux gens leur diagnostic d'une manière sensible et ouverte. Une expérience de diagnostic négative peut causer de la frustration et amener une personne à rejeter toute autre tentative de traitement. Les huit points recommandés pour expliquer le diagnostic à la personne et à ses aidants sont :
1. raisons pour conclure qu'elle n'est pas épileptique ;
2. ce dont elle est atteinte ;
3. insister sur le fait qu'elle n'est pas soupçonnée d'avoir « mis en scène » les attaques, et que les symptômes ne sont pas « dans leur tête » ;
4. il peut ne pas y avoir de « stress » déclencheur ;
5. décrire les facteurs de persistance des symptômes ;
6. peut s'améliorer après un diagnostic correct ;
7. attention : le retrait du médicament anticonvulsivant doit être fait en collaboration avec leur médecin ;
8. décrire le traitement pour aider à reprendre le contrôle des symptômes.

La psychothérapie est le traitement le plus fréquemment utilisé, qui peut inclure une thérapie cognitivo-comportementale ou une thérapie pour reformater les symptômes physiques et permettre à l'individu de reprendre le contrôle des attaques (ReACT). Il existe également des preuves à l'appui des antidépresseurs inhibiteurs sélectifs de la recapture de la sérotonine.

### Thérapie cognitivo-comportementale[27]
Les traitements de thérapie cognitivo-comportementale (TCC) pour les CNEP ciblent généralement l'évitement de la peur et s'efforcent de réattribuer les symptômes des patients à des problèmes psychosociaux.

### Thérapie de recyclage et de contrôle (ReACT)
La ReACT, bien que nouvelle et peu étudiée, a montré des résultats extrêmement prometteurs pour la réduction des épisodes de CNEP chez les patients pédiatriques. Cette thérapie se concentre sur l'idée que les CNEP sont causées par une réaction physique apprise ou une habitude que le corps développe, semblable à un réflexe. La ReACT vise à recycler la réaction apprise (épisodes CNEP) en ciblant les symptômes catastrophiques et en restaurant le sentiment de contrôle sur les symptômes.

## Pronostic
Les crises fonctionnelles se sont avérées aussi invalidantes et coûteuses que l'épilepsie. Bien qu'il y ait peu de preuves, les résultats semblent être relativement médiocres avec un examen des études de résultats concluant que les deux tiers des personnes atteintes de CNEP continuent d'avoir des épisodes et que plus de la moitié dépendent du programme de sécurité sociale lors d'un suivi de trois ans. Ces données sur les résultats ont été obtenues dans un centre universitaire spécialisé dans l'épilepsie et les pertes de suivi ont été considérables ; les auteurs soulignent les façons dont cela peut avoir biaisé leurs données sur les résultats. Il a été démontré que les résultats étaient meilleurs chez les personnes ayant un QI plus élevé, un statut social plus élevé, un niveau d'instruction plus élevé, un âge d'apparition et de diagnostic plus jeune, des attaques avec des caractéristiques moins dramatiques, et moins de problèmes somatoformes autres.
Pour les personnes qui suivent un traitement pour des CNEP, la TCC a montré des taux de réussite variables, mais elle a été établie comme l'un des traitements les plus prometteurs à ce jour. ReACT a montré une réduction des symptômes de 100 % sept jours après le traitement et 82 % des personnes qui ont terminé la thérapie sont restées sans symptômes pendant 60 jours. Cependant, aucun suivi n'a pas été fait pour voir si la thérapie a conservé sa réduction des symptômes au-delà des 60 jours. Dans l'essai de thérapie cognitivo-comportementale pour adultes souffrant de crises dissociatives (CODES), le plus important concernant le traitement par TCC pour les CNEP, aucune réduction significative des crises mensuelles n'a été trouvée par rapport au groupe témoin après 12 mois, mais il y a eu des améliorations significatives sur un certain nombre de critères secondaires, tels que le fonctionnement psychosocial et le changement global auto-évalué et évalué par les cliniciens. Une analyse secondaire de l'essai CODES a démontré une amélioration de la fréquence des crises fonctionnelles à 6 mois avec la TCC.

## Histoire
L'hystéro-épilepsie est un terme historique qui fait référence à une affection décrite par le neurologue français du XIXe siècle Jean-Martin Charcot où les personnes atteintes de névroses ont « acquis » des symptômes ressemblant à des crises après avoir été traitées dans le même service que des personnes véritablement atteintes d'épilepsie.
L'étiologie du Trouble neurologique fonctionnel a été historiquement expliquée dans le contexte de la théorie psychanalytique comme une manifestation physique de détresse psychologique et de traumatisme refoulé. Il y a très peu de preuves à l'appui de cette théorie, car il y a peu de recherches.
Le DSM-IV répertorie les troubles de conversion au lieu du TNF actuel. De plus, lors de la révision, le DSM-5 a été mis à jour pour mettre l'accent sur les signes physiques positifs incompatibles avec les maladies reconnues. L'exigence d'antécédents de facteurs de stress psychologiques et que le symptôme n'est pas faux a également été supprimée.

## Société et culture
Les taux de CNEP et les symptômes présentés dépendent quelque peu de la culture et de la société. Dans certaines cultures, ils sont, comme l'épilepsie, considérés comme une malédiction ou une possession démoniaque. Dans les cultures où la médecine factuelle est solidement implantée, ils sont considérés comme un sous-type d'une catégorie plus large de maladies psychiatriques.

## Terminologie
L'utilisation de termes plus anciens, y compris pseudocrises et crises hystériques, est déconseillée. En français, le mot « convulsions » fait généralement référence à des événements épileptiques, de sorte que certains préfèrent utiliser des termes plus généraux comme « attaques » ou « crises », car le terme « convulsions » peut prêter à confusion avec l'épilepsie,.
Les CNEP peuvent également être appelées « trouble d'attaque non épileptique », "« crises fonctionnelles », « convulsions dissociatives » ou « crises dissociatives non épileptiques ». Ces termes sont plus neutres quant à la cause, et étant donné qu'une cause psychologique ne peut pas être identifiée dans de nombreux cas, ils peuvent être plus appropriés. Dans le DSM-5, les patients présentant des CNEP peuvent répondre aux critères d'un trouble neurologique fonctionnel et, dans certains cas, d'un trouble de symptômes somatiques, tandis que dans la CIM 10, ils peuvent répondre aux critères d'un trouble de conversion.

## voir aussi